# والتر سیتی

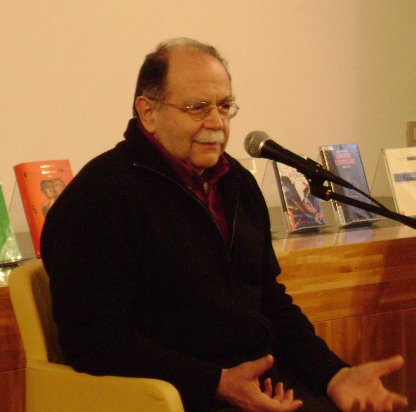
والتر سیتی

والتر سیتی (به ایتالیایی: Walter Siti) (زاده ۲۰ مه ۱۹۴۷ در مودنا) منتقد ادبی و نویسنده ایتالیایی که با رمان «مقاومت به هیچ کار نمی‌آید» کتابی با موضوع سرمایه‌گذاری و بحران موفق شد جایزه استرگا سال ۲۰۱۳ را بدست بیاورد.

والتر سیتی پس از دریافت جایزه استرگا گفت:
این جایزه را به فرد خاصی تقدیم نمی‌کنم. افراد بسیاری هستند که متوجه‌شان هستم. امیدوارم این کتاب برای آن‌ها نوشته شده باشد
والتر سیتی نویسنده و مقاله‌نویس ادبی، انتشار رمان‌هایش را از دهه ۱۹۹۰ آغاز و اغلب تلاش کرده‌است تا موضوع‌ها و واقعیت‌های اجتماعی را زیر ذره‌بین قرار دهد. وی در سال ۲۰۰۹ برنده جایزه ادبی «دِدالوس» بود و در سال ۲۰۰۷ نیز در شمار فینالیست‌های جایزه ادبی «برگامو» قرار داشت.
مقاله‌هایی ادبی همچون «نئو رئالیسم در شعر ایتالیا»، «آواز شیطان»، «رئالیسم ناممکن است» و رمان‌هایی چون «اندوه عادی»، «تعدادی بهشت»، «مدرسه عریان» و «عفونت» از آثار وی می‌باشند.